# 帕累托效率

在假定對較低值的偏好高過較高值的狀況下的帕累托前沿的例子。點C不在帕累托前沿上，而這是因為這點為點A和點B所超越之故。

帕累托效率（英語：Pareto efficiency），或称帕累托最適（英語：Pareto optimality），是经济学中的重要概念，并且在博弈论、工程学和社会科学中有着广泛的应用。與其密切相關的另一個概念是帕累托改善。帕累托最优是以提出这个概念的意大利社會學家維弗雷多·帕累托的名字所命名。

## 定義
帕累托最优是指资源分配的一种理想状态。給定固有的一群人和可分配的资源，如果从一种分配状态到另一种状态的变化中，在没有使任何人情况变坏的前提下，使得至少一个人变得更好，这就是帕累托改善。根据经济学定义，帕累托最优需要同时满足以下3个条件：交换最优；生产最优；产品混合最优。帕累托最適的狀態就是不可能再有更多的帕雷托改善的狀態；换句话说，不可能在不使任何其他人受損的情況下再改善某些人的情況。
需要指出的是，帕累托最適只是各種理想態標準中的“最低標準”。也就是說，一種狀態如果尚未達到帕累托最適，那么它一定是不理想的，因為還存在改進的余地，可以在不損害任何人的前提下使某一些人的福利得到提高。但是一種達到了帕累托最適的狀態并不一定真的很“理想”。比如說，假設一個社會裡只有一個百萬富翁和一個快餓死的乞丐，如果這個百萬富翁拿出自己財富的萬分之一，就可以使后者免于死亡。但是因為這樣無償的財富轉移損害了富翁的福利（假設這個乞丐沒有什么可以用于回報富翁的資源或服務），所以進行這種財富轉移并不是帕累托改善，而這個只有一個百萬富翁和一個餓死乞丐的社會可以被認為是帕累托最適的。假设A和B两人手上各有一只橘子，A只想用橘子皮泡水喝，B只想吃它的果肉，所以对于A来说，橘子皮是有用的，果肉没用，对于B来说，果肉是有用的，橘子皮没用。于是，他们商量后决定把自己没用的那部分相互交换，这样A就能得到两份橘子皮，B能得到两份果肉，两人都比之前多了一倍。这种就属于帕累托改善，如果他们一直换，这就是持续的帕累托改善，当整个橘子都换完了，这个状态就是帕累托最优。（這裡可以與古典功利主義的標準做一比較。按功利主義的標準，理想的狀態是使人們的福利的總和最大化的狀態。如果一個富翁損失很少的福利，卻能夠極大地增加乞丐的福利，使其免于死亡，那么社會的福利總和就增加了，所以從功利主義的角度看，這樣的財富轉移是一種改善，而最初的極端不平等狀態則是不理想的，因為它的福利總和較低。可以看到，帕累托改善要求在提高某些人福利的時候不能減少任何一個人的福利，而功利主義則允許為了提高福利總和而減少一些人的福利。）

## 經濟學
經濟學理論認為，如果市場是完備的和充分競爭的，市場交換的結果一定是帕累托最优的，并且会同时满足以下3个条件：
1. 交换最优：即使再交易，个人也不能从中得到更大的利益。此时对任意两个消费者，任意两种商品的边际替代率是相同的，且两个消费者的效用同时得到最大化。
2. 生产最优：这个经济体必须在自己的生产可能性边界上。此时对任意两个生产不同产品的生产者，需要投入的两种生产要素的边际技术替代率（英语：Marginal rate of technical substitution）是相同的，且两个生产者的产量同时得到最大化。
3. 产品混合最优：经济体产出产品的组合必须反映消费者的偏好。此时任意两种商品之间的边际替代率必须与任何生产者在这两种商品之间的边际产品转换率（英语：Marginal rate of transformation）（MRT）相同。

如果一个经济体不是帕累托最优，则存在一些人可以在不使其他人的境况变坏的情况下使自己的境况变好的情形。普遍认为这样低效的产出的情况是需要避免的，因此帕累托最优是评价一个经济体和政治方针的非常重要的标准。
但是，如同上面指出的，一個帕累托最適的經濟系統只是在“最低”的意義上是“理想”的，并不能保證其中沒有貧困或嚴重的貧富差距。
帕累托在他关于经济效率和收入分配的研究中使用了这个概念。
另外，著名的帕累托法则（又稱80/20法則），则是由约瑟夫·朱兰根据维弗雷多·帕累托本人当年对意大利20%的人口拥有80%的财产的观察而得推论出来的。